# عقیل بن ابی‌طالب
ابویزید عقیل بن ابی‌طالب بن عبدالمطب هاشمی قریشی (به عربی: أَبُو يَزِيدَ عَقِيلُ بْنُ أَبِي طَالِبِ بْنِ عَبْدِ ٱلْمُطَّلِبِ ٱلْهَاشِمِيُّ ٱلْقُرَشِيُّ)، (۵۰ پ.ه‍–۵۰ ه‍.ق) دومین فرزند ابوطالب و برادر بزرگ علی بن ابی طالب بود. عقیل در سال ۵۸۱ میلادی در مکه زاده شد. وقتی محمّد و عبّاس به نزد ابوطالب رفتند تا تربیت فرزندانش را به عهده بگیرند، محمّد تربیت علی و عبّاس تربیت جعفر را بر عهده گرفت.

## زندگی
عقیل بن ابی‌طالب، فرزند ابوطالب و فاطمه بنت اسد و از تبار بنی‌هاشم به‌شمار می‌آید. ابوطالب دارای چهار پسر به ترتیب به نام‌های طالب، عقیل، جعفر و علی بود که فاصله سنی هر یک ده سال بود؛ بنابراین عقیل بیست سال از علی بزرگ‌تر بوده‌است. گویند عقیل در نزد ابوطالب بسیار محبوب بود و از این رو محمد نیز به وی علاقه داشت. عقیل بیست سال از علی بن ابی‌طالب بزرگ‌تر بود و او به محمد بن عبدالله پیشنهاد کرد که با ام حبیبه ازدواج کند.
بر اساس روایت بحارالانوار، یک بار عقیل از برادرش علی که خلیفه بود خواست سهم بیشتری از بیت‌المال را به او بدهد. علی آتشی را گرفت و به او نزدیک کرد و گفت: «عقیل، تو تاب این آتش اندک نداری، من آتش دوزخ چگونه تاب بیاورم؟»
عقیل و عباس بن عبدالمطلب با اکراه و اجبار قریش در جنگ بدر شرکت کردند و هر دو به دست مسلمانان اسیر شدند و چون خود چیزی نداشت، با فدیه عباس بن عبدالمطلب آزاد شد و به مکه بازگشت. عقیل قبل از صلح حدیبیه با میل خود به مدینه هجرت کرد و در جنگ موته و حنین شرکت کرد و از خود استقامت فوق‌العاده نشان داد.
وی آگاهی گسترده‌ای از قبایل عرب و تاریخ و وقایع گذشته آنان داشت و به علم انساب مسلط بود. به هنگام اقامت علی در کوفه به آن شهر سفر کرد؛ ولی به علت کهولت سن در هیچ‌یک از جنگ‌های جمل، صفین و نهروان شرکت نکرد. 

## فرزندان
عقیل صاحب پنج پسر به نام‌های مسلم بن عقیل، محمّد بن عقیل، جعفر بن عقیل، احمد بن عقیل، حسن بن عقیل و یک دختر به نام رمله بنت عقیل بود. عقیل پس از صلح حدیبیه اسلام آورد و در نبرد موته شرکت جست.

## درگذشت
گویند عقیل در اواخر عمر نابینا شد و در سال پنجاه هجری در مدینه درگذشت و در داخل خانه خود، که در کنار بقیع قرار داشت به خاک سپرده شد.

## جستارهای وابسته

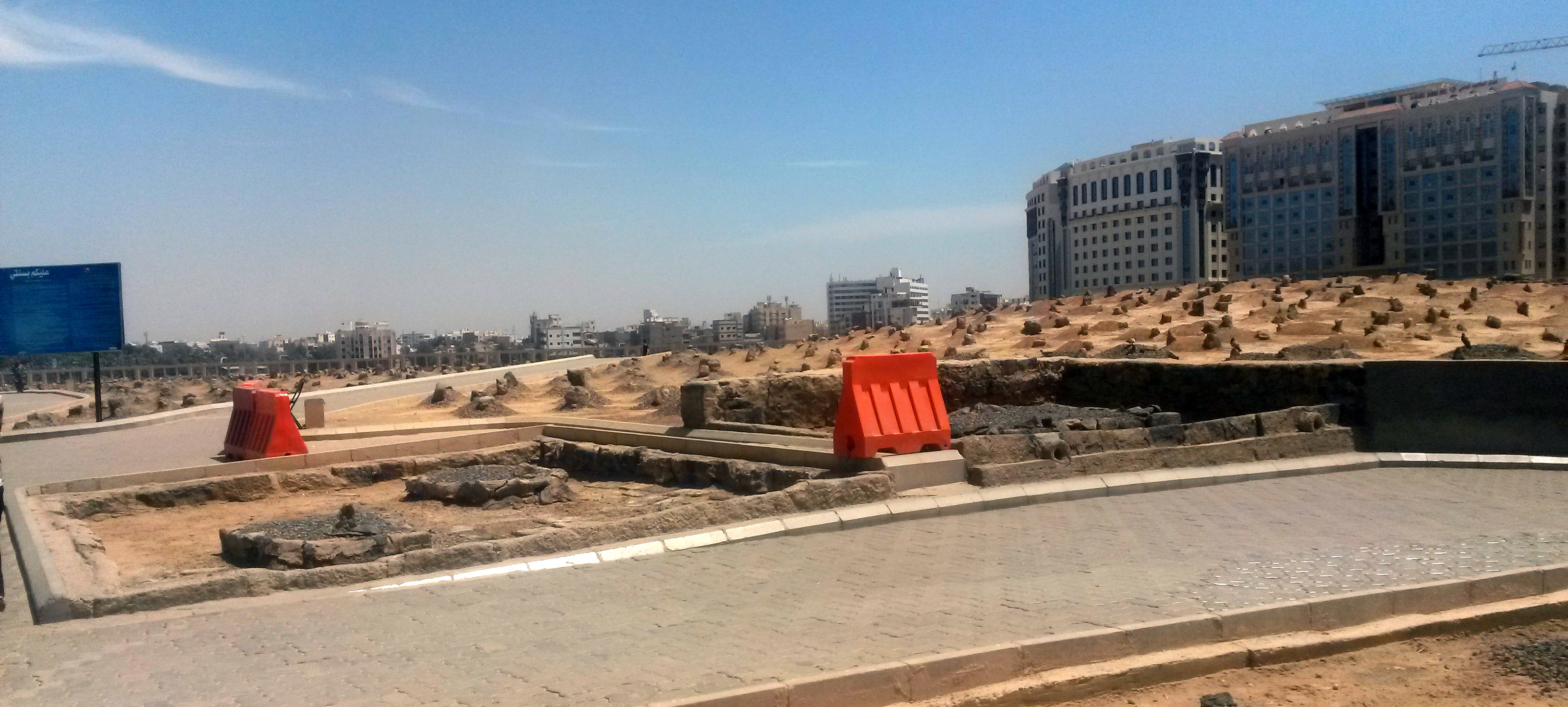
دو قبر سمت چپ عقیل بن ابی‌طالب (پایین) و عبدالله بن جعفر